# Мамоновский городской округ
Мамоновский городско́й о́круг — муниципальное образование, образованное в границах административно-территориальной единицы город областного значения Мамо́ново в Калининградской области России.
Административный центр — город Мамоново.

## География
Площадь поселения 10613 га, из них сельскохозяйственные угодья занимают 6848 га.
Располагается в юго-западной части области. Граничит на северо-востоке с Багратионовским районом, с запада омывается Калининградским заливом. На юге проходит государственная граница Российской Федерации с Республикой Польша.
По территории Мамоновского городского округа протекают реки Мамоновка и Витушка.

## История
Современный Мамоновский городской округ располагается на части территории исторической области древней Пруссии именем Вармия.
23 октября 1997 года постановлением Калининградской областной Думы № 75 из состава Багратионовского района было выделено муниципальное образование «Город Мамоново».
29 апреля 2004 года законом Калининградской области от № 395 муниципальное образование «Город Мамоново» наделено статусом городского округа (с 10 июля 2010 года — Мамоновский городской округ).

## Население
| 2002  | 2010  | 2011  | 2012  | 2013  | 2014  | 2015  | 2016  | 2017  |
| ----- | ----- | ----- | ----- | ----- | ----- | ----- | ----- | ----- |
| 7620  | ↗7957 | ↗8016 | ↗8256 | ↘8230 | ↗8307 | ↘8274 | ↗8284 | ↘8247 |
| 2018  | 2019  | 2020  | 2021  | 2023  |       |       |       |       |
| ↘8140 | ↗8169 | ↗8199 | ↗8527 | ↘8508 |       |       |       |       |

Национальный состав
По итогам переписи населения 2020 года проживали следующие национальности (национальности менее 0,1 % и другое, см. в сноске к строке «Другие»):
| Национальность | Численность, чел. | Доля     |
| -------------- | ----------------- | -------- |
| Русские        | 7957              | 93,32 %  |
| Белорусы       | 90                | 1,06 %   |
| Украинцы       | 87                | 1,02 %   |
| Немцы          | 32                | 0,38 %   |
| Узбеки         | 25                | 0,29 %   |
| Литовцы        | 21                | 0,25 %   |
| Таджики        | 19                | 0,22 %   |
| Казахи         | 15                | 0,18 %   |
| Киргизы        | 14                | 0,16 %   |
| Азербайджанцы  | 13                | 0,15 %   |
| Армяне         | 11                | 0,13 %   |
| Поляки         | 11                | 0,13 %   |
| Татары         | 10                | 0,12 %   |
| Другие         | 222               | 2,59 %   |
| Итого          | 8527              | 100,00 % |

## Состав городского округа
В состав городского округа входят 5 населённых пунктов:
| № | Населённый пункт | Тип населённого пункта        | Население |
| - | ---------------- | ----------------------------- | --------- |
| 1 | Богдановка       | посёлок                       | ↗132      |
| 2 | Вавилово         | посёлок                       | ↘16       |
| 3 | Зеленодольское   | посёлок                       | ↘30       |
| 4 | Липовка          | посёлок                       | ↘18       |
| 5 | Мамоново         | город, административный центр | ↘8295     |

## Местное самоуправление
Главы муниципального образования
- Комаров Владимир Фёдорович 1996—2001
- Ляшко Николай Фёдорович 2001—2006
- Шлык Олег Васильевич 2006—2011
- Заливатский Алексей Сергеевич 2011—2014
- Гвоздинский Сергей Петрович (исполняющий обязанности главы администрации) с 2014
- Хашиев Хаваж Бийсултанович 2015-2016
- Лавров Александр Петрович с 2016-2021
- Ким Станислав Юрьевич с 2021

Главы администрации
- Семиков Андрей Владимирович

## Экономика
По данным налоговых органов, на территории округа было зарегистрировано на конец 2013 года 220 организаций и 190 индивидуальных предпринимателей.
Среднесписочная численность работников без субъектов малого предпринимательства в 2014 году — 725 человек (14,9 % от общей численности населения трудоспособного возраста).
Ведущее место в промышленности округа занимает рыбная отрасль, представленная ОАО «Мамоновский рыбоконсервный комбинат» — предприятием по переработке и консервированию рыбы, на котором работает примерно 105 человек, и производственная мощность которого — 49,8 миллионов консервных банок в год.
Завод по производству продуктов детского питания ООО «Хипп» начал свою деятельность в 2010 году. Производственная мощность — 32 миллионов баночек детского питания в год.
Предприятие по производству офисных кресел ООО «Мамоновская кресельная фабрика», а также малые предприятия по вылову рыбы ООО «СД и К», ООО «ПТ и Б» и деревообрабатывающее ООО «КОМП».
Основные направления деятельности индивидуальных предпринимателей — торговля, общественное питание, бытовые услуги.
Суммарная обеспеченность торговой площадью в 2014 году составляла 391,2 кв.м. на 1000 человек. Однако предприятия торговли, общественного питания и бытовых услуг в основном сконцентрированы в центре города и на приграничной территории. В поселках и отдаленных частях города работает два небольших магазина и три торговых павильона общей торговой площадью около 200 кв.м. Общая торговая площадь всех предприятий — 5158 кв.м.

## Здравоохранение
ГБУ ЗКО «Мамоновская городская больница» — в городе Мамоново. Трехэтажное здание общей площадью 2550,6 кв.м. Обслуживает население в радиусе 40 км численностью 11732 человек, в том числе из Мамоново — 8130 человек из поселков Багратионовского района — 3602 человек. Детское население — 2136 человек (Мамоново — 1297, поселки — 839).
Включает в себя:
- амбулаторно-поликлиническое отделение, плановой мощностью 269 посещений в день на 18 врачей,
- круглосуточный стационар на 15 коек,
- дневной стационар на 15 коек, работающих в 2 смены,
- кабинет лучевой диагностики,
- клинико-диагностическую лабораторию
- кабинет функциональной диагностики
- физиотерапевтический кабинет
- аптеку
- отделение скорой медицинской помощи из 1 бригады

## Достопримечательности
На территории Мамоновского городского округа находятся достопримечательности
внесенные в перечень объектов культурного наследия:
федерального значения
- городище железного века Липовка в 1,2 км к западу от поселка Липовка

муниципального значения
- водонапорная башня 1902 года
- здание госпиталя Святого Георга 1926 года
- почтамт 1880 года
- здание суда 1929 года
- руины городской стены начала XIV века
- мемориальный комплекс на братской могиле советских воинов 1975 года

не включенные в перечни охраняемых объектов:
- руины кирхи 1320—30, 1789—1796 годов
- больница 1887 года
- памятный камень бургомистру Луису Шрёдеру 1888 года
- памятный камень в честь 200-летия Прусского Королевства 1901 года
- бетонные доты 1944 года на въезде в город и улице Пограничной
- памятный камень в честь переименования города
- бюсты Героя Советского Союза Н. В. Мамонова на территории школы и в сквере у здания администрации
- захоронение русских, французских и немецких воинов, погибших в годы Первой мировой войны
- памятник воинам-интернационалистам
- памятник шпротам 2008 года
- Мамоновский городской музей
- памятный камень в честь 700-летия города